# Albert Nisser
Albert Georg Nisser, född den 24 februari 1875 i Stockholm, död den 8 mars 1954 i Örebro, var en svensk ämbetsman.
Nisser blev student vid Uppsala universitet 1893 och avlade juris utriusque kandidatexamen där 1898. Han blev extra ordinarie landskanslist i Örebro län 1904, ordinarie landskanslist där 1906, extra länsnotarie samma år, andre länsnotarie 1908 och förste länsnotarie 1910. Nisser var landssekreterare i Örebro län 1918–1940. Han blev riddare av Nordstjärneorden 1924 och kommendör av andra klassen av samma orden 1937. Nisser vilar i sin familjegrav på Norra begravningsplatsen utanför Stockholm.